# Вернек, Алваро
А́лваро Кордейро да Роша Вернек (порт.-браз. Álvaro Cordeiro da Rocha Werneck; 10 сентября 1889 — неизвестно) — бразильский футболист, вратарь.

## Карьера
Алваро Вернек родился в семье барона Жозе Кирино Вернека и Марии Жозе Динис Кордейро. Вместе с братом Октавио, он являлся одним из основателей клуба «Ботафого», где выполнял роль казначея. Алваро играл за клуб до 1913 года и выиграл с командой два чемпионата штата Рио-де-Жанейро. При этом в решающей игре розыгрыша 1907 года, когда «Ботафого» обыграл «Флуминенсе» со счётом 4:2, Вернек несколько раз спасал ворота своей команды, помогая одержать победу.
13 мая 1913 года Вернек участвовал во встрече, являвшейся матчем-открытием стадиона Генерал Севериану, в котором его команда обыграла «Фламенго» со счётом 1:0.
Дважды, в 1913 и 1916 годах Вернек являлся тренером «Ботафого».
После завершения футбольной карьеры Вернек остался в «Ботафого». Трижды, с 1920 по 1921, в 1923 и с 1927 по 1928 год он являлся президентом команды.

## Достижения
- Чемпион штата Рио-де-Жанейро: 1907, 1912